# Parc national de Tunku Abdul Rahman
Le parc national Tunku Abdul Rahman est un parc national situé dans l'État de Sabah en Malaisie. Il est constitué d'un groupe de cinq îles (Gaya, Sapi, Manukan, Mamutik et Sulug) situées à distance de trois à huit kilomètres des côtes de Kota Kinabalu. Le parc s'étend sur une surface de 49,29 km2, dont les deux tiers se composent de mer.